# His Sudden Recovery
His Sudden Recovery é um curta-metragem mudo norte-americano de 1914, do gênero comédia, com o ator cômico Oliver Hardy.

## Elenco
- Oliver Hardy - Sr. Jones (como Babe Hardy)
- Eloise Willard - Sra. Jones
- Frances Ne Moyer
- Marguerite Ne Moyer
- Julia Calhoun